# Pirâmide de La Danta
O templo de La Danta ou Pirâmide de La Danta foi construída pelos maias da cidade de El Mirador no período Pré-clássico, por volta do ano 300 a.c. A arquitetura é caracterizada por estruturas triádicas compostas por uma grande pirâmide de templos flanqueada em ambos os lados por duas pirâmides menores, um padrão que se repete em outros lugares nos locais pré-clássicos da bacia do Mirador. O colossal Complexo La Danta fica a leste da praça principal e da Acrópole Central. A estrutura é decorada com grandes máscaras de estuque e painéis que retratam lendas da mitologia maia.

## Dimensões
A pirâmide de La Danta tem um total de 72 metros de altura, sendo 70 metros expostos, é a mais alta estrutura já construída pelos maias. O volume total de La Danta é de 2,8 milhões de metros cúbicos, tornando-se a sétima maior pirâmide do mundo em volume. Ela mede 298 metros (980 pés) de largura por 609 metros (2.000 pés) de comprimento e cobre cerca de 45 acres. Estima-se que a sua construção exigiu uma grande mão de obra, exigindo 12 homens para carregar apenas uma de suas pedras de 454 kg de uma das nove pedreiras. A pirâmide de La Danta é, em volume, considerada a maior estrutura do mundo antigo.

## Construção
Os antigos habitantes aproveitaram-se de um morro natural para sua construção e, em seguida, o conectaram à cidade por uma estrada de 600 metros de comprimento, que fugia de uma área de inundação. Os grandes porões do complexo cobriam uma área de 300 metros de comprimento e 280 m de largura e atingiram 22 m de altura. Em cada nível foram construídos vários edifícios de diferentes hierarquias e funções durante o período Pré-clássico, embora haja evidências de residências adicionadas em outros períodos. Por este motivo foi proposto para a sua descrição como um “complexo piramidal."
A construção do Complexo La Danta foi datada do período pré-clássico tardio (aprox. 300 a.c) e faz parte da tradição arquitetônica de grupos de três edifícios, conceito conhecido como "padrão triádico”(Hansen 1990). Este conceito é consistente na maioria das pirâmides construídas no período pré-clássico tardio.

## Galeria

Recreação digital da pirâmide La Danta.
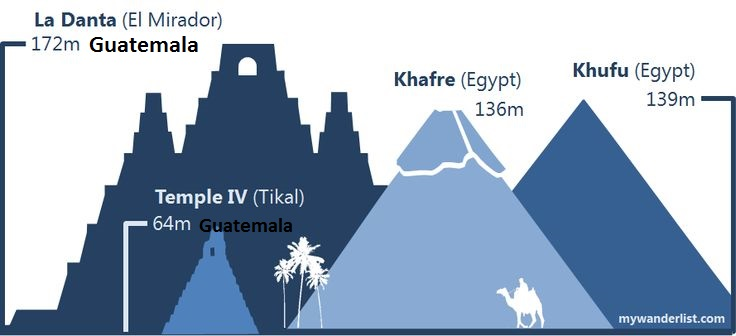
Comparação da altura total da pirâmide com outras pirâmides do mundo.
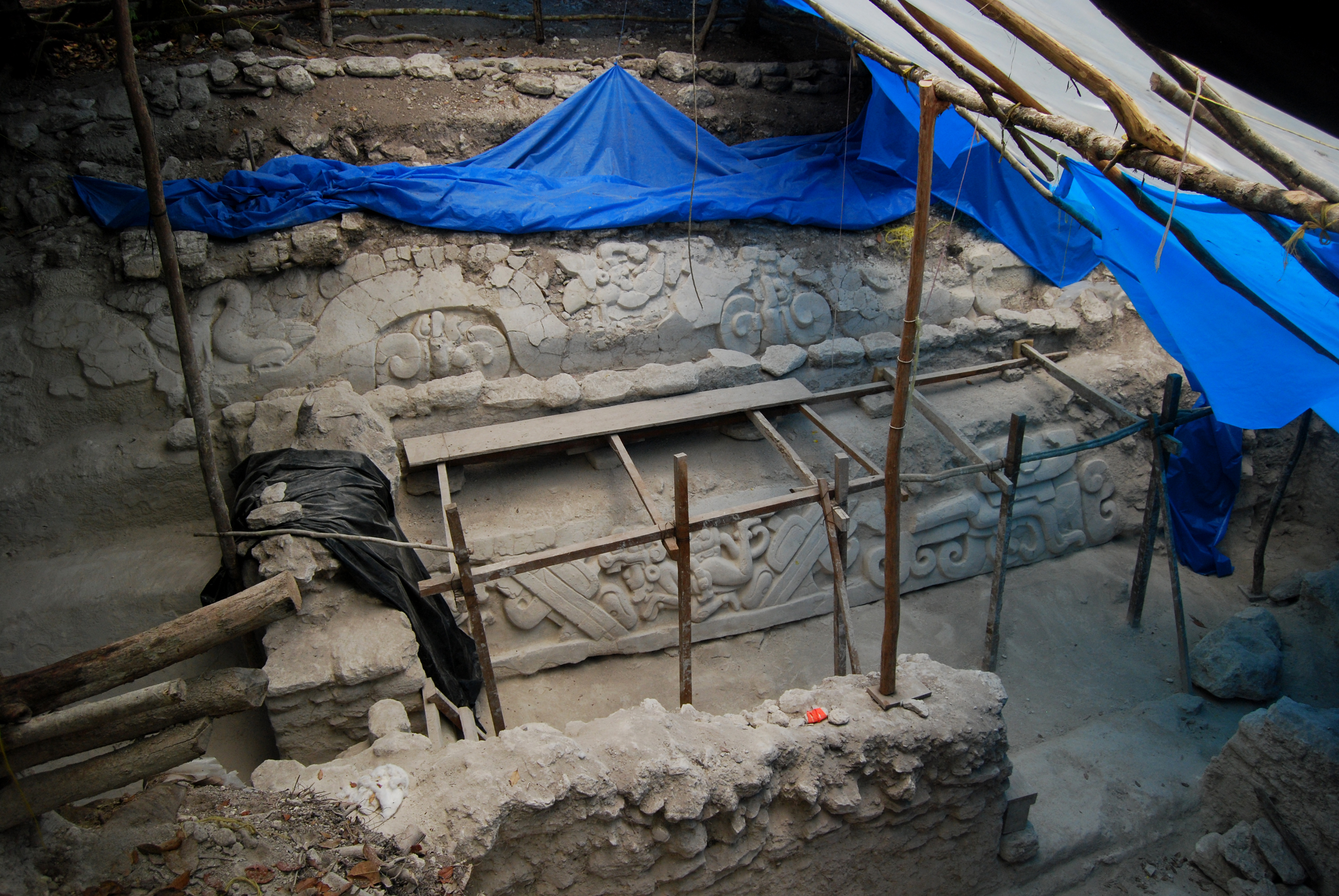
Escavações na pirâmide.